# Marc Migó Cortés
Marc Migó Cortés  (Barcelona, 2 de maig de 1993) és un compositor i pianista català. Va iniciar els seus estudis musicals amb classes de piano amb Liliana Sainz, i harmonia, contrapunt i composició amb Xavier Boliart. Després va entrar a l'Esmuc, on es desenvolupà com a compositor amb els mestres Salvador Brotons i Albert Guinovart.
El 2017, amb l'ajuda d'una beca de la Societat General d'Autors i Editors, es va traslladar a Nova York per continuar els seus estudis musicals. Va cursar un màster a la Juilliard School, on va estudiar amb Melinda Wagner, Philip Lasser i John Corigliano i on va ser guardonat amb el Premi de Composició Orquestral el 2018. Des del 2018 compagina la seva residència entre Barcelona i Nova York, on continua desenvolupant la seva carrera com a compositor.
Migó ha cultivat diversos gèneres musicals, des de música per a instrument solista fins a l’òpera, passant pel poema simfònic, la cantata i obres concertants. La seva òpera The Roost va estar entre les millors òperes del 2020 als Estats Units segons la revista especialitzada Opera Wine. La seva música ha estat interpretada en sales de renom internacional, com el Gran Teatre del Liceu de Barcelona, on el 2022 va estrenar l'òpera de cambra The Fox Sisters. El 2024 va estrenar la simfonia per a cordes Conspiranoia a la Konzerthaus de Berlín. El 2025 va estrenar al Palau de la Música La força de voluntat, per a soprano, cor i orquestra, basat en un conte de Quim Monzó.
Entre els seus reconeixements més recents, destaca el Premi George Enescu el 2020 en la categoria de música simfònica per l'obra Four songs in red, el premi Pau Casals del festival de Prades (2019), un Morton Gould Award d’ASCAP (2019), la Dominick Argento Fellowship (2022-2024), la Foundation for Iberian Music Composer’s Commission (2022), el primer premi del concurs Organ Taurida (2021), el primer premi del concurs Organ Taurida (2021), guardonat amb la beca Dominic Argento en composició operística (2021) i amb el Premi Leo Kaplan (2023).